# ユッコの贈り物 コスモスのように
『ユッコの贈りもの コスモスのように』（ユッコのおくりもの コスモスのように）は、1982年に公開された、現代ぷろだくしょん製作による、日本映画である。

## 概要
急性白血病により、13歳の生涯を閉じた少女と、家族・友人との交流を描く。少女と両親との交換日記を元にした、遺稿集が原作。

## 内容
“ユッコ”こと鹿村由起子は、バスケットボールの好きな13歳の中学生である。　両親と弟の4人の家族と、級友たちとの楽しい生活を送っていた。しかし、彼女の体を病魔が襲い、ついに入院することになった。病状が進み、窓越しでしか面会できないほどの状況に追い込まれ、母親は「交換日記」での交流を提案する。

## スタッフ
- 原作：鹿村由起子 『コスモスのように ユッコの贈りもの』（祥伝社）
- 企画・プロヂュース：山田火砂子
- 製作・脚本・監督：山田典吾
- 撮影：原一民
- 美術：木村威夫
- 照明：高島利雄
- 音楽：渋谷毅

## キャスト
- 鹿村由起子：大島明美　野田沙織 (3歳時)
- 光俊（父）：田村亮
- ノリ子（母）：宮本信子
- 知道（弟）：小磯勝弥
- 武村乙彦：尾美としのり
- 馬場行雄：鈴木将之
- 千野仙二：伊藤彰憲
- 飯田茂雄：上野郁巳
- 佐藤義元 先生：さとう宗幸
- 佐藤興一 先生：湯浅実